# جوي شيلتون
جوي شيلتون (بالإنجليزية: Joy Shelton)‏ هي ممثلة بريطانية (وحملت سابقاً جنسية المملكة المتحدة لبريطانيا العظمى وأيرلندا)، ولدت في 3 يونيو 1922 بلندن في المملكة المتحدة، وتوفيت في 28 يناير 2000 في المملكة المتحدة.

## وصلات خارجية
- جوي شيلتون على موقع IMDb (الإنجليزية)
- جوي شيلتون على موقع قاعدة بيانات الفيلم (الإنجليزية)